# Ticha Penicheiro
Patrícia Nunes "Ticha" Penicheiro (ur. 18 września 1974 w Figueira da Foz) – portugalska koszykarka, występująca na pozycji rozgrywającej, mistrzyni WNBA, Euroligi, Eurocup oraz rozmaitych krajów, po zakończeniu kariery zawodniczej – agentka sportowa. 

## Osiągnięcia
Na podstawie, o ile nie zaznaczono inaczej.

### NCAA
- Wicemistrzyni NCAA (1997)
- Uczestniczka rozgrywek:
  - NCAA Final Four (1997)
  - NCAA Sweet Sixteen (1996, 1997, 1998)
- Mistrzyni:
  - turnieju konferencji Colonial Athletic Association (CAA – 1995–1998)
  - sezonu regularnego konferencji CAA (1995–1998)
- Zawodniczka Roku CAA (1996, 1997)
- Debiutantka Roku CAA (1995)
- Laureatka:
  - Wade Trophy (1998)
- Zaliczona do:
  - I składu:
    - Kodak All-American (1997, 1998)
    - CAA (1995–1998)
    - defensywnego CAA (1996–1998)

  - CAA's Silver Anniversary Team
- Liderka NCAA w przechwytach (1998)

### WNBA
- Mistrzyni WNBA (2005)
- Wicemistrzyni WNBA (2006)
- Laureatka WNBA Peak Performers Award (2010 w kategorii asyst)
- Uczestniczka meczu gwiazd WNBA (1999–2002)
- Zaliczona do:
  - I składu:
    - WNBA (1999–2000)
    - defensywnego WNBA (2008)

  - II składu WNBA (2001)
  - składu:
    - 15. najlepszych zawodniczek w historii WNBA (WNBA Top 15 Team – 2011)
    - WNBA Top 20@20 (2016 – 20. najlepszych zawodniczek w historii WNBA)
    - WNBA 25th Anniversary Team (2021)[6]
- Liderka WNBA w asystach (1998–2003, 2010)
- Najlepiej podająca zawodniczka w historii WNBA
- Wyróżniona podczas wyboru składu WNBA All-Decade Team (2006)
- Rekordzistka WNBA w liczbie strat (135 – 1999)[7]

### Drużynowe
- Mistrzyni:
  - Euroligi (2007)
  - Eurocup (2006)
  - Polski (2000, 2001)
  - Francji (2005)
  - Rosji (2007)
  - Łotwy (2008)
  - Portugalii (1993)
- Wicemistrzyni:
  - Portugalii (1999)
  - Rosji (2004)
  - Turcji (2012)
- Brąz Euroligi (2002)
- Zdobywczyni:
  - pucharu:
    - Włoch (2002)
    - Federacji Francji (2005)
    - Turcji (2012)
    - Portugalii (1993, 1994)

  - Superpucharu Portugalii (1994)
- Finalistka pucharu:
  - Francji (2005)
  - Portugalii (2011)
  - Federacji Portugalii (2011)
- Uczestniczka TOP 8 Euroligi (2012)

### Indywidualne
- MVP włoskiego meczu gwiazd (2002)
- Uczestniczka meczu gwiazd ligi włoskiej (2002)
- Zaliczona do:
  - Galerii Sław Sportu:
    - stanu Wirginia (Virginia Sports Hall of Fame 2014)
    - uczelni Old Dominion (maj 2006)[8]
- Liderka ligi włoskiej w:
  - asystach (2009)
  - przechwytach (2009)

Reprezentacja
- Uczestniczka:
  - kwalifikacji do mistrzostw Europy (1997, 1999)
  - mistrzostw Europy dywizji B (2007)